# Сон Джэги
Сон Джэги (кор. 성재기?, 成在基?; 11 сентября 1967, Тэгу, Республика Корея — 26 июля 2013, Мапхогу, Сеул, Республика Корея) — южнокорейский общественный деятель, правозащитник и гражданский активист, философ-либералист и антифеминист, основавший в 2008 году Ассоциацию корейских мужчин(кор. 남성연대?, 男性連帶?) и бывший её председателем до конца жизни.
Родился в городе Тэгу, получил высшее экономическое образование; после окончания университета с 1992 по 2000 год работал страховым агентом, затем до 2006 года был менеджером в компании 토마스 맥플라이 컨설팅 & 헤드헌팅사). Общественной деятельностью занимался с 1999 года, в 2006 году основал ассоциацию по борьбе с феминизмом. Покончил с собой в 2013 году, прыгнув с моста Мапо в Сеуле, не имея возможности оплатить накопившиеся долги в 2 миллиона долларов.